# Maître Cornélius
Maître Cornélius (em português, Mestre Cornélius) é uma novela histórica de Honoré de Balzac, publicada em 1831 na Revue de Paris. Publicada em volume por Gosselin em 1832 nos Novos contos filosóficos com Madame Firmiani, L'Auberge rouge e Louis Lambert, é reeditada por Werdet em 1836 na série Estudos filosóficos, depois na mesma seção na edição Furne da Comédia Humana em 1846.
Se o texto publicado na revista foi bem recebido pelo público, não chamou a atenção da crítica da época. Os balzaquianos de nossos dias continuam muito divididos sobre o interesse concedido a esta novela que oscila entre o fantástico à maneira de Hoffmann e o romance histórico ao estilo de Walter Scott. Samuel S. de Sacy considera mesmo que "a Comédia Humana pode muito bem prescindir de Maître Cornélius, e Maître Cornélius sem a Comédia Humana não seria nada mais que uma curiosidade". René Guise afirma, ao contrário, que o texto só assume todo seu sentido se for lido dentro da perspectiva do conjunto da Comédia Humana. É verdade que a novela é um pouco digressiva, complicada, com contradições e inverossimilhanças. Há duas histórias entrelaçadas nesta novela curta: a do amor de Georges d'Estouteville por Marie e a dos furtos na residência de Cornélius.
Embora Paulo Rónai considere esta novela "um trabalho fraco, incolor, com personagens e situações convencionais", o erudito belga visconde Charles de Spoelberch de Lovenjoul, autor de uma história das obras de Balzac, considera-a um "forte estudo histórico, no qual se encontram desenhados com tamanha nitidez os traços mais curiosos dessa grande figura de Luís XI, reproduzida sempre de maneira incompleta nos quadros dos romancistas e dos dramaturgos; lá – vejam, que lógica inevitável! – está a ideia da avareza matando o avarento na pessoa do velho argentário." Segundo o ensaísta francês Marcel Barrière, autor de um estudo literário e filosófico de A Comédia Humana, o que dá ao livro "um valor excepcional é o retrato de Luís XI, certamente tão notável como aquele feito por Walter Scott em Quentin Durward e depois dele por uma série de historiadores". Aliás, conta a irmã de Balzac, Laure Surville, que "o romance Quentin Durward, que se admira sobretudo no que tem de histórico, causou uma grande cólera a Honoré; contrariamente á multidão, achava que Walter Scott desfigurava de maneira estranha Luís XI, rei a seu ver ainda mal compreendido. Foi essa cólera que o fez compor Mestre Cornélius, obra em que põe Luís XI em cena."

## Enredo
Marie de Saint-Vallier (Maria na tradução organizada por Paulo Rónai), filha de Luís XI, é casada com um velho despótico, brutal e ciumento que a martiriza. É apaixonada por Georges  (Jorge) d'Estouville, que concebe um plano para vê-la em segredo. A introdução da primeira história apresenta uma "encenação" do jovem para afastar o velho marido à saída de uma missa. Para tanto, ele cria uma multidão que separa os dois esposos, e se assegura da cumplicidade de um religioso para reter Marie junto a um confessionário o tempo suficiente para abraçá-la. O velho conde Aymar de Poitiers, senhor de Saint-Vallier, fareja o truque, mas não consegue descobrir nada de suspeito.
Imediatamente depois, chega o personagem da segunda história que se entrelaça aos amores de Marie de Saint-Vallier: é Mestre Cornélius, misterioso personagem vivendo em uma casa quase fortificada, ao fundo de uma ruela, vizinha, precisamente, da casa de Saint-Vallier.
O personagem mais interessante, que deveria ser o único da novela, é Mestre Cornélius, que rouba a si mesmo de noite quando em estado de sonambulismo, criando assim um suspense: quem rouba desta forma um velho em uma casa tão bem protegida? Cornélius sendo o superintendente das finanças do rei Luís XI, é naturalmente o primeiro suspeito para o soberano, cuja avareza é lendária. Cornélius se suicida, levando para o túmulo o segredo do esconderijo onde guardou o ouro que roubou de si mesmo.
O aspecto inverossímil de tal história não chega, porém, a mascarar as preocupações místicas de Balzac. Pode-se aproximar este texto de Os Proscritos, que se passa na mesma época, não longe de uma catedral, a de Tours aqui (Notre-Dame de Paris em Os Proscritos). Balzac evoca "o inexplicável fenômeno da espiritualidade, o poder elétrico da oração".
As teses filosóficas de Balzac juntam-se aqui com suas leituras de Swedenborg, e é sem dúvida esse aspecto místico da narrativa, onde coexistem exaltação religiosa e amor profano, que atraiu a atenção de um crítico de La Revue Européenne em 1832, que encontra nessa estranha novela "alguns detalhes felizes misturados a falsas ideias sobre a Idade Média".